# Володины
 Володины  — деревня в Орловском районе Кировской области. Входит в состав Орловского сельского поселения.

## География
Расположена на расстоянии примерно 1 км по прямой на юго-запад от райцентра города Орлова.

## История
Известна с 1671 года как деревня Ульяновская с 1 двором, в 1763 36 жителей, в 1802 10 дворов. В 1873 году здесь (Ульяновская или Володины) дворов 16 и жителей 142, в 1905 15 и 73, в 1926 (Володины или Ульяновская) 13 и 70, в 1950 15 и 38, в 1989 13 жителей. Настоящее название утвердилось с 1939 года. С 2006 по 2011 год входила в состав Подгороднего сельского поселения.

## Население
Постоянное население составляло 8 человек (русские 100%) в 2002 году, 4 в 2010.